# NGC 4603
NGC 4603 est une vaste galaxie spirale (intermédiaire ?) située dans la constellation du Centaure. Sa vitesse par rapport au fond diffus cosmologique est de 2 879 ± 21 km/s, ce qui correspond à une distance de Hubble de 42,5 ± 3,0 Mpc (∼139 millions d'al). NGC 4603 a été découverte par l'astronome britannique John Herschel en 1834.

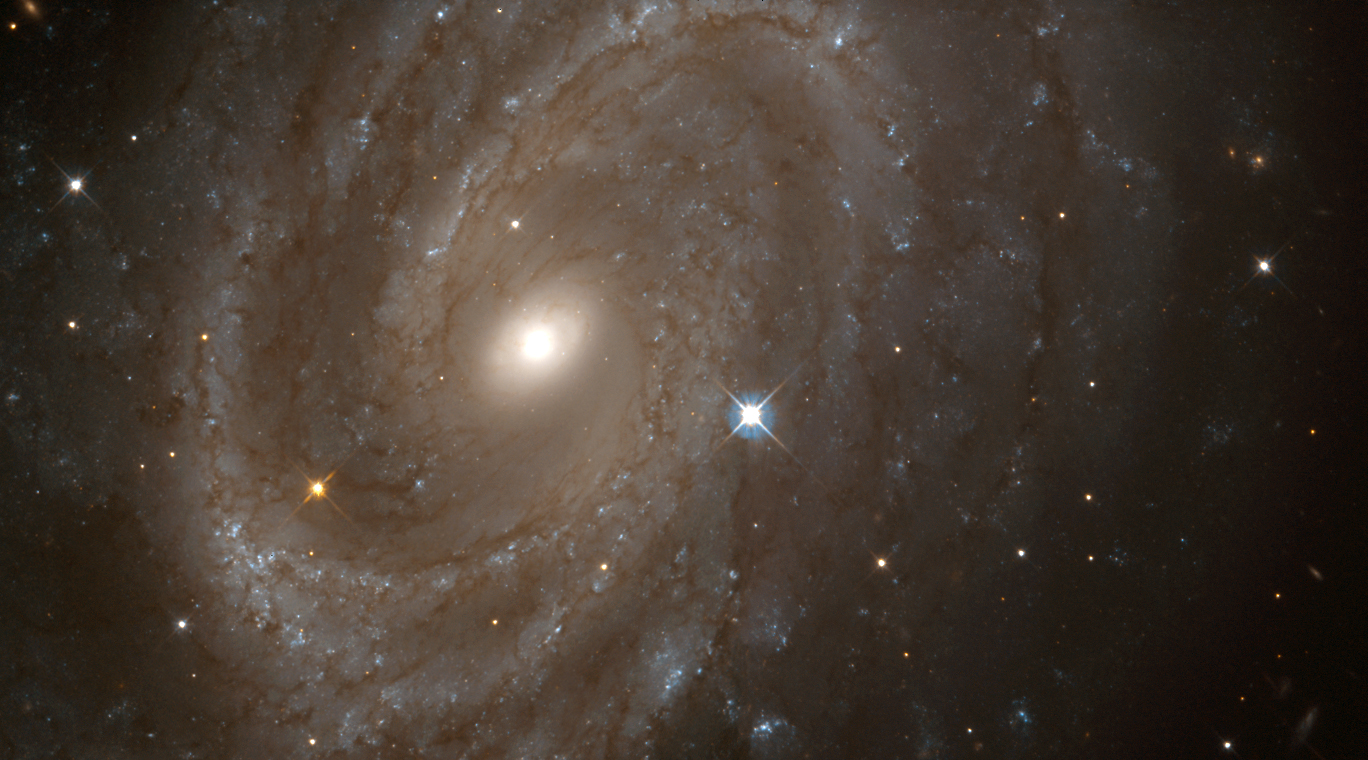
Image réalisée par Jeffery Newman de l'université de Californie à Berkeley à l'aide des données captées par le télescope spatial Hubble.

La classe de luminosité de NGC 4603 est III et elle présente une large raie HI.
Selon Vaucouleur et Harold Corwin, NGC 4601 et NGC 4603 forment une paire de galaxies. Cependant, comme plusieurs autres mentionnés dans cet article, ces deux galaxies ne forment pas une paire réelle, car NGC 4601 est à environ 170 millions d'années-lumière de la Voie lactée, donc à une distance approchant 30 Mal de plus que NGC 4601. De plus, les deux galaxies appartiennent à des groupes différents, car NGC 4601 est dans le groupe de NGC 4696. Il s'agit donc d'une paire optique.

## Distance de NGC 4603
La base de données NASA/IPAC rapporte 28 mesures non basées sur le décalage vers le rouge (redshift) qui donnent une distance de 35,371 ± 7,884 Mpc (∼115 millions d'al), ce qui est à l'intérieur des valeurs de la distance de Hubble. Notons que c'est avec la valeur moyenne des mesures indépendantes, lorsqu'elles existent, que la base de données NASA/IPAC calcule le diamètre d'une galaxie.
Cependant, durant l'année 1999, NGC 4603 a été le sujet d'une étude exhaustive afin de localiser des céphéides avec le télescope spatial Hubble. On peut déterminer la distance d'une céphéide en mesurant la période de la variation de sa luminosité. Un total de 43 ± 7 céphéides ont été trouvées et les mesures de leur périodicité ont permis de déterminer une distance beaucoup plus précise que celle rapporté sur la base de données NASA/IPAC, soit une valeur de 33,3+1,7
−1,5 Mpc.
Au moment de cette étude, NGC 4306 est la galaxie la plus éloignée pour laquelle une estimation de distance avait été réalisée à l'aide de différentes Céphéides. Cette distance est de beaucoup inférieure à la distance de Hubble. La vitesse propre de cette galaxie s'additionne de façon non négligeable à la vitesse causée par l'expansion de l'Univers.

## Supernova
La supernova 2008cn a été découverte dans NGC 4603 le 21 mai dans le cadre de recherche automatisé de supernovas de l'observatoire de Perth en Australie-Occidentale. Cette supernova était de type II-P et la masse du progéniteur était de 15 ± 2 masses solaires.

## Groupe de NGC 4645
Selon A.M. Garcia, NGC 4603 fait partie du groupe de NGC 4645. Ce groupe de galaxies compte au moins 12 membres. Les autres galaxies du groupe sont NGC 4645, NGC 4661, NGC 4645B (=PGC 42813), NGC 4696A (=PGC 43120), NGC 4696D (=PGC 43149), ES0 323-5 (=PGC 43435), ESO 323-9 (=PGC 43479), PGC 43172, PGC 43506 et PGC 42793. La galaxie NGC 4603 fait partie de l'amas du Centaure et en conséquence ce groupe de galaxies en fait aussi partie.